# Етнографски музей (Бургас)
Етнографският музей в Бургас е част от Регионалния исторически музей – Бургас. Експозицията се намира в т.нар. „Бракалова къща“, построена през 1873 г. за видния общественик и кмет на Бургас Димитър Бракалов.
Музеят се намира в центъра на Бургас, зад катедралния храм „Свети Кирил и Методий“. На първия етаж на сградата е аранжиран интериора на бургаската градска къща от 19 век и дамска мода от този период. Пространството на фоайето се ползва за организирането на временни изложби.
На втория етаж е изложена сбирка от български традиционни костюми от всички етнографски групи в Бургаски регион – рупци, тронки, загорци, планинци, алиани и българи-преселници от териториите на днешна Гърция и Турция. Показани са ритуални костюми и накити от ХІХ в., свързани с обредни практики и народни празници, характерни за Бургаския край: нестинарка, Еньова буля, лазарка, каракачанска булка, както автентични сватбени носии от с. Зидарово.
- Народни носии и накити в Етнографския музей в Бургас
- Женски костюм от с. Терзийско
- Женски и детски костюм на тронки
- Мъжки костюм от гр. Черноморец
- Костюм на лазарка от с. Козичино
- Сребърна брошка
- Сребърни пафти със седеф
- Сребърни гривни
- Колие